# Akdoğanmeer
Het Akdoğanmeer (Turks: Akdoğan Gölü) is een vulkanisch meer in het district Varto van de Turkse provincie Muş.